# Souls of Mischief
Souls of Mischief är en amerikansk hiphopgrupp som bildades 1991 i Oakland, ingår i hiphopkollektivet Hieroglyphics, och består av A-Plus, Tajai, Phesto och Opio. Souls of Mischief debuterade 1993 med studioalbumet 93 'til Infinity på Jive Records och som är deras största framgång.

## Diskografi
Studioalbum
- 1993 – 93 'til Infinity
- 1993 – 93 'til Infinity Instrumentals
- 1995 – No Man's Land
- 1999 – Focus
- 2000 – Trilogy: Conflict, Climax, Resolution
- 2009 – Montezuma's Revenge
- 2014 – There Is Only Now
- 2014 – There Is Only Now Instrumentals
- 2014 – There Is Only Now: Remixes

EP
- 1994 – The Rarities EP

Singlar
- 1993 – That's When Ya Lost
- 1993 – 93 'til Infinity
- 1994 – Never No More
- 1994 – Get the Girl, Grab the Money and Run
- 1995 – Rock It Like That
- 1996 – Unseen Hand
- 1997 – Focus
- 1999 – Airborne Rangers
- 2000 – Medication / Acupuncture
- 2001 – Soundscience / Bad Business
- 2002 – Spark
- 2003 – Spark (Remixes)
- 2009 – Tour Stories
- 2014 – There Is Only Now / All You Got Is Your Word